# Vincenzo Roncalli
Vincenzo Roncalli (Vigevano, 5 novembre 1792 – Vigevano, 17 dicembre 1872) è stato un imprenditore, politico e filantropo italiano.